# ベータ粒子
ベータ粒子（ベータりゅうし、β粒子、英: beta particle）は、放射線の一種で、その実体は電子または陽電子である。ベータ粒子の流れを、ベータ線（ベータせん、β線、英: beta ray）と呼ぶ（ベータ線、およびアルファ線はラザフォードが発見）。普通は単に「ベータ線」という場合は、核反応により放たれる負電荷を持ったいわゆる普通の電子の流れを指す（下記も参照されたい）。

## 概要

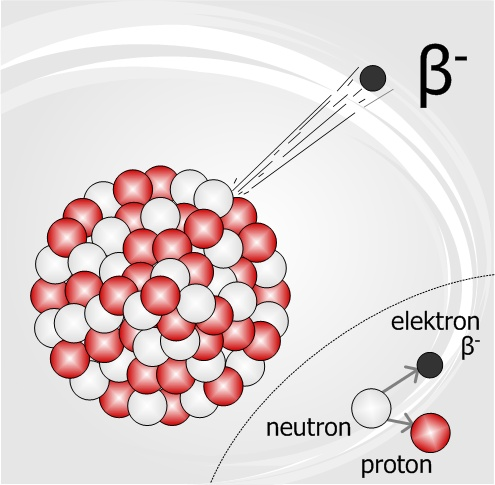
原子核がβ^{-}崩壊してベータ粒子（電子）を放出している

原子核（中性子）がβ崩壊する際に高速で放出される電子、または陽電子のことをベータ粒子という。β-崩壊で発生するベータ粒子は負の電荷を持った電子、β+崩壊で発生するベータ粒子は正の電荷を持った陽電子である。なお、熱電子や光電効果により放出された電子、オージェ電子など、あるいは対生成によって発生する電子対、三対子生成により軌道電子殻から弾き出される電子などの、中性子のβ崩壊以外の原因で放出された電子はベータ粒子とは呼ばれない。また、クライストロンやベータトロン、リニアックなど加速器によって加速された高速な電子は電子線、特に指向性と密度の高い物は電子ビームと呼ばれる。
粒子としての性質は、電子または陽電子と全く同じフェルミ粒子であり、スピンや質量についてもそれに従う。β+崩壊で発生した陽電子と遮蔽物の電子が対消滅した際には消滅放射線と呼ばれる 0.511 MeV の光子が2個発生する。

## 飛程

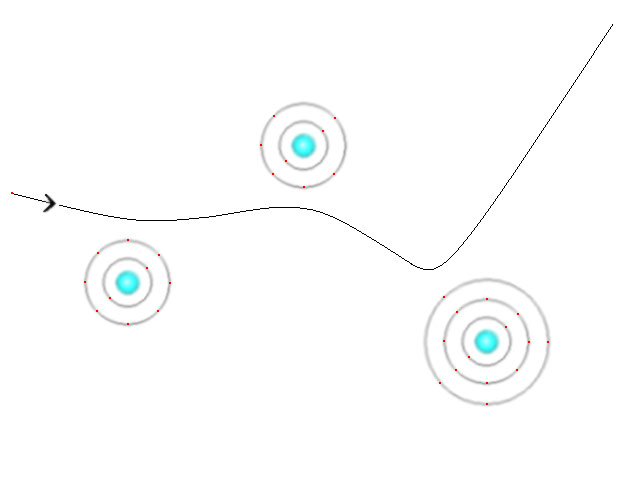
ベータ粒子が原子と作用して軌道が曲げられる様子

β崩壊後、高速で放出されるベータ粒子の流れをベータ線という。ベータ線は、アルファ線や中性子線などと同じ粒子放射線の一種で、アルファ線と同じ電離放射線である。放出されてエネルギーを失うまでの移動距離（飛程）は、β崩壊時に受け取ったエネルギーを使い切るまでであるが、同じ放射性物質から放出されるベータ粒子であっても、常に同じエネルギーを受け取るとは限らず、ほぼ全ての場合において広いエネルギーの幅（連続エネルギースペクトル）を持つ。そのためベータ粒子の飛程を表すときは、放出される最大のエネルギーを持つベータ粒子の飛程とする。また、β+線（陽電子）に於いては、低エネルギーの陽電子は直ちに周囲の電子と対消滅を起こすため観測されず、電荷の符号が逆のため、空気や放射線源中での相互作用もβ-線と異なる。そのため、β-線とβ+線は仮に最大エネルギーが同じであったとしても異なったスペクトル形状を示す。
ベータ粒子は電荷を持っているため、その移動過程で物質中の原子核や軌道電子と影響を及ぼしあう。ベータ粒子は電子そのものなので、電子と比べて非常に大きい質量を持つ原子核には影響をほとんど与えないが、ベータ粒子は原子核のクーロン場により大きな加速度を受け制動放射が発生する。
その一方、軌道電子には電離作用や励起作用を起こす。それによりベータ粒子もエネルギーを失うが、アルファ粒子の電離作用や励起作用と比べるとかなり小さく、一気にエネルギーを失うことはない。従って、アルファ粒子と比べてエネルギーを失うまでに長い距離を移動し広範囲に影響を及ぼす。下記の遮蔽対比図でアルファ粒子と比べて厚い板が必要なのはこのためである。
また、電離や励起を起こす際、斥力（電子）や引力（陽電子）の影響で運動の方向を曲げられるため、原子核や電子による影響でベータ粒子は直進できずに曲がりくねりながら進むことになる。

## 遮蔽

ヘリウム4の原子核であるアルファ粒子は一枚の紙で遮蔽できる。ベータ線の実体である電子では 1 cm のプラスチック板で十分遮蔽できる。電磁波であるガンマ線では 10 の鉛板が必要となる。

透過力は弱く、通常は数 mm のアルミ板や 1 cm 程度のプラスチック板で十分遮蔽できる。ただし、ベータ粒子が遮蔽物によって減速する際には制動放射によりX線が発生するため、その発生したX線についての遮蔽も必要となる。
遮蔽物に使われる物質の原子番号が大きくなるほど制動放射が強くなることから、ベータ線の遮蔽にはプラスチックなどの低原子番号の物質を使い、そこで発生したX線を鉛などの高原子番号の物質で遮蔽する、という二段構えの遮蔽を行う。

## 医療での利用
ベータ線放出核種は、ベータ線が有する強い電離作用や、ガンマ線やX線と比べると比較的飛程が短いことを利用して、がんの小線源治療に用いられている。小線源治療には放射性同位元素が容器内に密封されており、それを腫瘍組織内に直接刺入する(舌や前立腺など)または腫瘍近傍の腔内(食道や膣など)に挿入する密封小線源治療と、放射性同位元素そのものや放射性同位元素によって標識された薬剤を体内または直接腫瘍に投与する非密封小線源治療がある。
密封小線源治療で利用されるベータ線放出核種には、125I、137Cs、192Ir、198Auなどがある。
密封小線源治療においては使用する核種の比放射能や最大エネルギーの違いにより高線量率照射と低線量率照射の別が有り、低線量率線源は腫瘍内に一生涯または長期間留置されベータ線を照射し続けるが、高線量率線源では「RALS (Remote After-Loading System, ラルス)」 と呼ばれる装置を用いて、腫瘍に穿刺された配管を通し、短時間留置して照射を行う。
非密封小線源治療で用いられるベータ線放出核種標識薬剤には、「131I-Bexxar（ベキサール）®」、「89Sr-Metastron （メタストロン）®」、「153Sm-Quadramet（クアドラメット）®」、「90Y-Zevalin（ゼヴァリン）®」、「177Lu-DOTA-TATE（ルタセラ®）」などがある。なお、この内、甲状腺がんの治療に用いられる131Iはベータ線と同時にガンマ線も放射するため、どの程度の放射性ヨウ素が甲状腺に吸収されたかを定量的に評価することが可能になっている。
さらに2000年代以降にはベータ線よりも強い電離作用、より短い飛程を持つアルファ線を放射線治療に利用する事が模索されている。詳しくはアルファ線#医用放射性同位元素としてを参照せよ。

## 発見
1898年、アーネスト・ラザフォードが、天然ウランから2種類の放射線が出ていることを発見し、それぞれアルファ粒子、ベータ線と名付けた。ベータ線の正体である電子は1897年に、陽電子は1932年にそれぞれ発見された。